# شهدة (حلوى)
الشهدة هي حلوى جزائرية جافة، تُحضّر أساسًا من اللوز، والجوز، والعسل، وتُشكّل باستخدام ملقط خاص بالحلويات. ويمكن أن تُحشى أيضًا بحلوى الحلقوم والفول السوداني.

## علم أصول الكلمات
تسمّيتها مشتقة من العربية الجزائرية، وتعني "الخلية" في إشارة إلى شكلها.